# Reinhold Schleese
Reinhold Schleese (* 21. Oktober 1863 in Dambeck bei Salzwedel; † 4. August 1929 in Hannover) war ein deutscher Volksschullehrer und Mitbegründer der Hafengesellschaft Hannover für den Betrieb des Brinker Hafens.

## Leben
Reinhold Schleese wurde 1863 geboren als Spross einer alten Lehrerfamilie, deren Urahn noch mittels eines handschriftlichen Vermerkes durch Friedrich den Großen bestätigt worden war. Er wurde als siebentes, von zehn Kindern des Lehrers Georg Joachim Heinrich Schleese (* 9. Juli 1824 in Eversdorf/Altmark; † 28. März 1894 in Ziethnitz) und dessen Frau Marie Dorothea Katharina Bade (* 21. September 1833 in Darnebeck; † 27. Mai 1903 in Salzwedel) geboren. Nach seinem Schulbesuch ging Schleese in der Gründerzeit des Deutschen Kaiserreichs nach Lüneburg und absolvierte das dortige Lehrerseminar, bevor er 1884 als Lehrer in Wennebostel tätig wurde. Dort, in der Wedemark, heiratete er 1887 Sophie Klingemeyer „, die Tochter vom Bauernhof nebenan“, die ihm einen Sohn Reinhold am 27. November 1890 in Wenneborstel gebar.
1902 ließ sich Schleese nach Brink versetzen, damit sein Sohn einen kürzeren Schulweg an das damalige Ratsgymnasium am Georgsplatz in Hannover bekam. Das Dorf Brink war eine ehemals zum Amt Langenhagen zählende Siedlung, die später nach Langenhagen und noch später nach Hannover eingemeindet wurde.
Reinhold Schleese, der in Brink die zweite Volksschulklasse unterrichtete, beschäftigte sich zwischen 1908 und 1910 mit den Plänen für den Bau des Mittellandkanals und dem rund 800 Meter langen Kanalabschnitt von Vinnhorst nach Brink sowie mit Überlegungen für einen möglichen Nutzen für sein Dorf. Bald propagierte der Volksschullehrer in vertraulichen Gesprächen und ohne dass die Stadt Hannover etwas davon erfuhr, den Bau eines eigenen Schiffsanlegers oder gar eines Hafens für die seinerzeit in und um Brink bereits ansässige Industrie. Bei den Mitgliedern des Gemeinderates stieß Schleese allerdings nicht auf Verständnis, sondern auf Skepsis und Ablehnung: Die Dorfbewohner war grundsätzlich gegen den Kanal, da er ihre Äcker durchschneiden würde, die Dämme möglicherweise ihren schönen Fernblick nach Hannover mit dem Turm der Marktkirche und anderen Türmen nehmen würde. Auch überstiegen die notwendigen Investitionen ihr Vorstellungsvermögen.

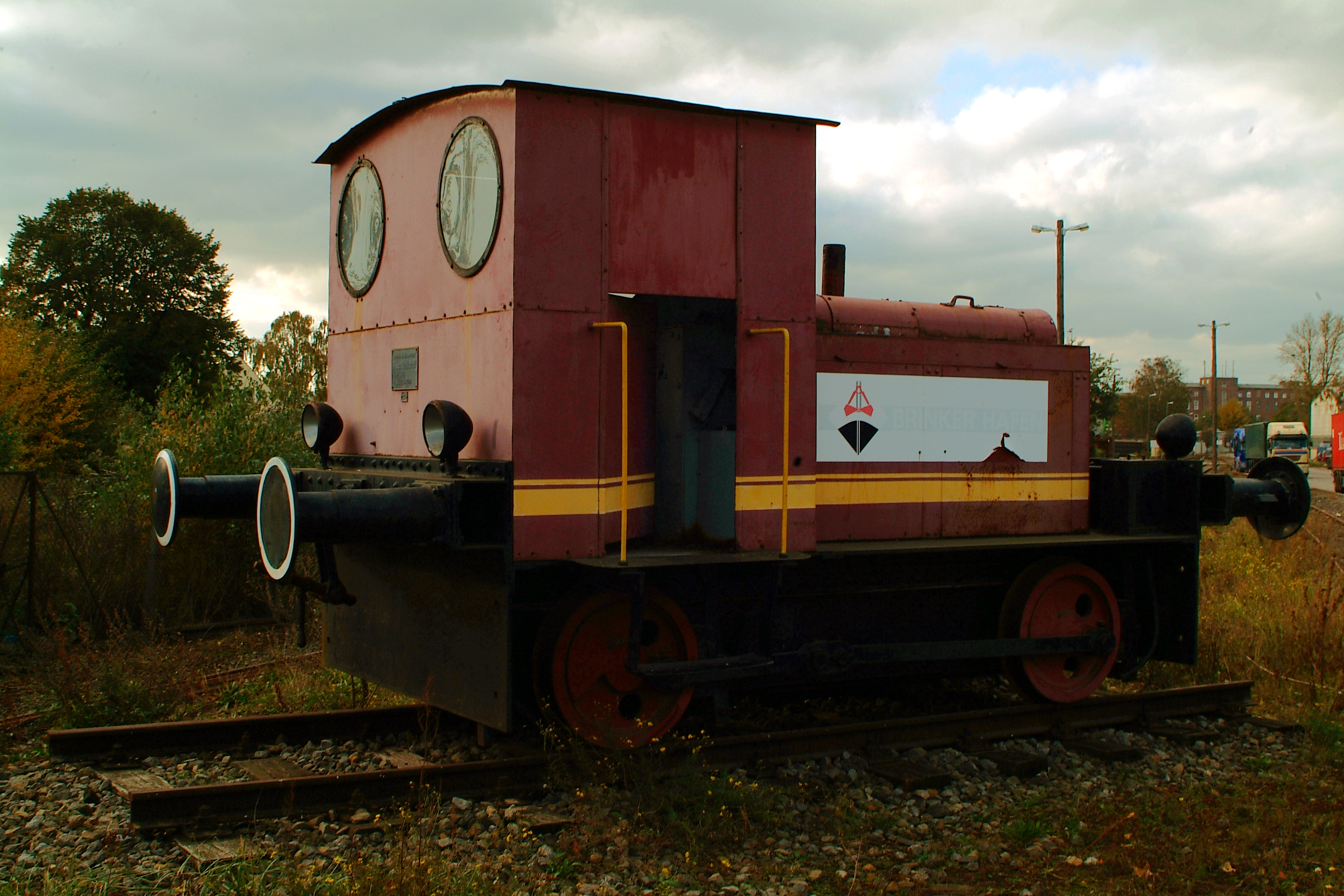
Zugmaschine der ehemaligen Hafenbahn der Ruhrthaler Maschinen-Fabrik Schwarz & Dykerhoff, an der Henry Schleese den gusseisernen Schriftzug „Schleese“ befestigen ließ

Doch statt der Dorfbewohner konnte Reinhold Schleese schon bald größere Unternehmen für seine Idee gewinnen, beispielsweise die ehemalige Wachstuchmacherei J. H. Benecke, die Hackethal-Draht und Kabel AG oder etwa die Eisengießerei Krigar & Ihssen, die sich zugleich eigene Bahnanlagen für den Anschluss ihrer Fabriken an die Königlich Preußischen Staatseisenbahnen wünschten. Zudem überzeugte Schleese die Eigentümer großer Grundstücksflächen von einer Kapitalbeteiligung, so beispielsweise den Vinnhorster Bauern Heinrich Baumgarte, „[…] dessen Enkel Henry Baumgarte nach wie vor [Stand: 2000] Anteile an der seit der ersten Hälfte der [neunzehnhundert]neunziger Jahre mehrheitlich im Besitz der Stadt Hannover befindlichen Hafengesellschaft hält.“
Trotz der Einbeziehung eines großen Personenkreises konnten die Vorgespräche bis zu den unterschriftsreifen Gesellschaftsverträgen zur Gründung der Hafengesellschaft gegenüber der Stadt Hannover und der Öffentlichkeit geheim gehalten werden, und so war der hannoversche Magistrat und mit ihm der hannoversche Stadtdirektor Heinrich Tramm völlig überrascht, als sie im Herbst 1912 von der Gründung erfuhren.
So wurde Reinhold Schleese sowohl zum Initiator und als auch zum Mitgründer der Hafengesellschaft für den Hafenbetrieb sowie für den Anschluss der Eisenbahn bis zum Bahnhof Vinnhorst, die – unmittelbar nach der Fertigstellung des Mittellandkanals – als erster der hannoverschen Häfen 1916 den Betrieb aufnahm – noch vor dem Lindener Hafen.

## Reinhold-Schleese-Straße
Durch die 2002 im hannoverschen Stadtteil Brink-Hafen angelegte Reinhold-Schleese-Straße ehrt die Landeshauptstadt Hannover den Mitbegründer der Brinker Hafengesellschaft seitdem mit der Namensgebung der Straße.

## Weitere Ehrungen
Am Tag des 75-jährigen Jubiläums des Brinker Hafens schraubte der Enkel von Reinhold Schleese, der zuvor in leitender Funktion bei Hackethal und später bei Kabelmetal tätig war, am Gebäude der Hafenverwaltung ein Schild mit der Aufschrift „Schleese-Platz“ an. Ein ihm selbst überreichtes Schild aus Gusseisen mit dem Namenszug „Schleese“ wurde anschließend an der schon zuvor „außer Dienst“ gestellten kleinen Hafenbahn angebracht.

## Archivalien
An Archivalien zum Leben und Wirken Reinhold Schleeses findet sich beispielsweise
- eine Porträt-Fotografie an der Wand des Sitzungszimmers des Verwaltungsgebäudes des Brinker Hafens.[3]